# Impianto di rilevazione e allarme antincendio
Per impianto di rilevazione e allarme antincendio si intende un insieme di dispositivi elettronici utilizzati nella prevenzione incendi e predisposti per rivelare la presenza di un incendio alle persone che possano essere possibilmente soggette al pericolo dell'incendio o addette alle attività di controllo, sorveglianza o soccorso.
Tali sistemi sono talvolta richiesti dalle compagnie assicurative che in loro presenza concedono condizioni più vantaggiose. Alcune compagnie assicurative, a tutela del loro rischio, impongono delle caratteristiche specifiche a cui gli impianti devono sottostare, sia in termini di progettazione sia in termini di manutenzione. A fronte di tali standard la compagnia assicura il risarcimento integrale dell'eventuale danno causato dall'incendio.

## Impieghi
La conoscenza approfondita del funzionamento degli impianti di allarme incendio è di fondamentale importanza, soprattutto nel caso delle realtà più complesse. Le procedure di emergenza e le prove di evacuazione degli edifici, realizzate in ottemperanza agli obblighi di legge in materia, sono infatti strettamente correlate alla logica di funzionamento degli impianti di allarme, che i responsabili della sicurezza operanti all'interno degli edifici devono conoscere in modo accurato.
Gli impianti di rivelazione e allarme antincendio possono adottati in molteplici ambiti, tra cui: stabilimenti industriali, edifici, magazzini, centri commerciali, complessi alberghieri, ospedali, cliniche sanitarie, imbarcazioni, gallerie, cantieri, ecc.

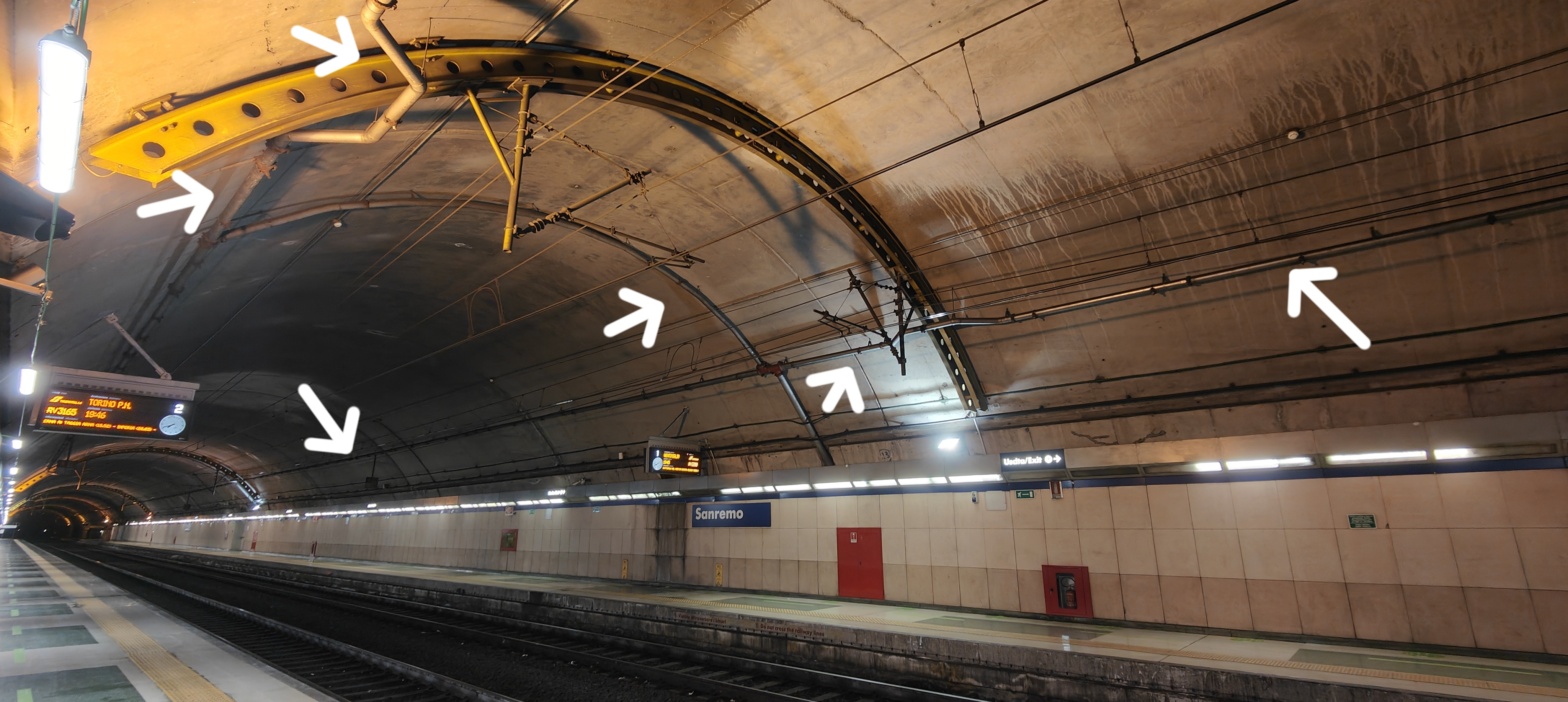
Impianto antincendio (indicato dalle frecce) con sensori di fumo e di temperatura in una galleria ferroviaria

## Componenti e funzionamento
Un impianto di rivelazione e allarme antincendio è fondamentalmente formato da una centralina di allarme, la quale riceve il segnale da una serie di dispositivi di rivelazione e dalla quale sono inviati i segnali di allarme ai dispositivi di segnalazione (ad esempio: sirene, campane, segnalatori luminosi, collegamenti ai soccorritori esterni, ecc.).
I "dispositivi di rivelazione" rappresentano l'input per la centralina di allarme e sono essenzialmente i seguenti dispositivi:
- dispositivi rivelazione fumi e incendi
- pulsanti manuali di allarme.

I "dispositivi di segnalazione" rappresentano l'output per la centralina di allarme e sono essenzialmente i seguenti dispositivi:
- sirene acustiche
- pannelli luminosi rossi lampeggianti
- dispositivi di segnalazione ai soccorritori esterni

## Centralina allarme incendio
La centrale di allarme antincendio rappresenta l'unità di controllo dell'impianto alla quale sono collegati tutti i singoli dispositivi di rivelamento fumi e incendi. La centralina si occupa della gestione dei segnali provenienti dai rivelatori provvedendo all'attivazione dei dispositivi di segnalazione secondo i piani di intervento programmati.
Ad essa sono collegati, tramite apposite linee elettriche, tutti i dispositivi dell'impianto, tra cui: dispositivi di rivelazione incendio, pulsanti manuali di allarme, sirene antincendio, pannelli luminosi, dispositivi di segnalazione ai soccorritori esterni.
Esistono diversi tipi di centraline, che si differenziano tra loro per quantità di rivelatori collegabili, tipologia di controllo ed identificazione dei rivelatori.
Le centrali di dimensioni più ridotte normalmente consentono il collegamento fino a un massimo di 100-150 rivelatori.
Con le centrali più evolute si può gestire una "comunicazione intelligente" con i rivelatori, consentendo così di individuare univocamente quello che ha generato la segnalazione facilitando così l'esatta individuazione del luogo di provenienza dell'allarme.
Questo tipo di funzionamento viene solitamente indicato come "indirizzamento singolo". 
In alternativa all'indirizzamento singolo si possono trovare centrali ad "indirizzamento collettivo", in cui la capacità di individuare il punto di provenienza dell'allarme è limitata a gruppi di rivelatori. In questo caso il gruppo di rivelatori è definito dal percorso effettivo della linea elettrica a cui sono collegati i rivelatori.
Le centrali sono inoltre dotate di una doppia fonte di alimentazione per garantire il funzionamento dell'impianto anche in assenza di alimentazione elettrica primaria (generalmente "rete elettrica pubblica"). L'alimentazione elettrica secondaria è solitamente realizzata con "batterie in tampone".
Generalmente viene posta in una portineria o in altro locale di controllo, in genere dove è presente personale di sorveglianza.

### Terminali di gestione centralina

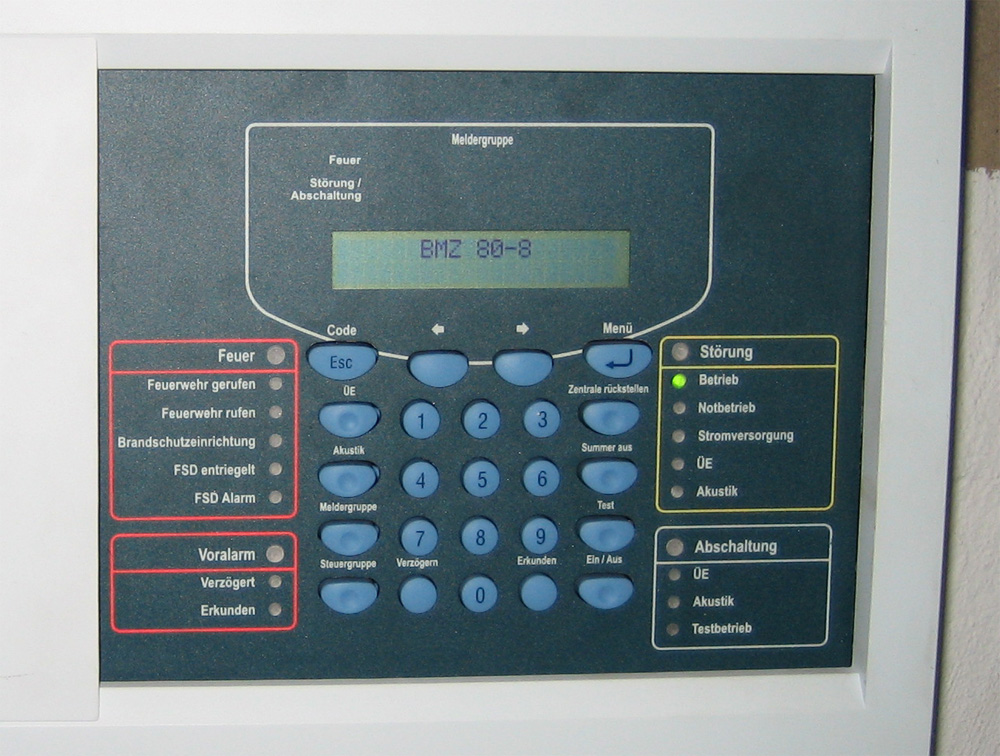
Terminale di gestione di una centralina allarme incendio

I terminali di gestione sono l'interfaccia di comunicazione uomo-macchina della centralina di allarme incendio. Esistono due tipi fondamentali di terminali di gestione: terminali alfanumerici e terminali analogici.
Nei "terminali alfanumerici" l'informazione è rappresentata mediante messaggi variabili che vengono mostrati solitamente su un display a cristalli liquidi:'operatore può interagire per mezzo di una tastiera alfanumerica.
Nei "terminali analogici" l'informazione è ricavabile dall'accensione di spie (solitamente led) poste a fianco di apposite etichette precompilate: l'operatore può interagire con una serie di pulsanti.

## Rivelatori automatici
I dispositivi di rivelamento fumi e incendi sono gli elementi dell'impianto per mezzo dei quali è possibile rivelare la presenza di un principio di incendio. Nella grande maggioranza dei casi si tratta di dispositivi elettronici ed hanno in comune la capacità di comunicare, anche se con modalità diverse, con la centralina di allarme incendio.
I rivelatori automatici devono essere conformi alla norma europea EN 54 che stabilisce le caratteristiche che devono possedere tali dispositivi. I dispositivi di rivelamento devono essere installati alla sommità dei locali da proteggere, nella parte più alta (soffitto), in quanto sia il fumo che il calore prodotti da un incendio si spostano verso l'alto.
Essi hanno dei circuiti elettronici in grado di limitare l'insorgenza di falsi allarmi.
Esistono diversi tipi di dispositivi di rivelamento, suddivisibili in base al fenomeno che sono in grado di rivelare.

### Rivelatori di fumo puntiformi

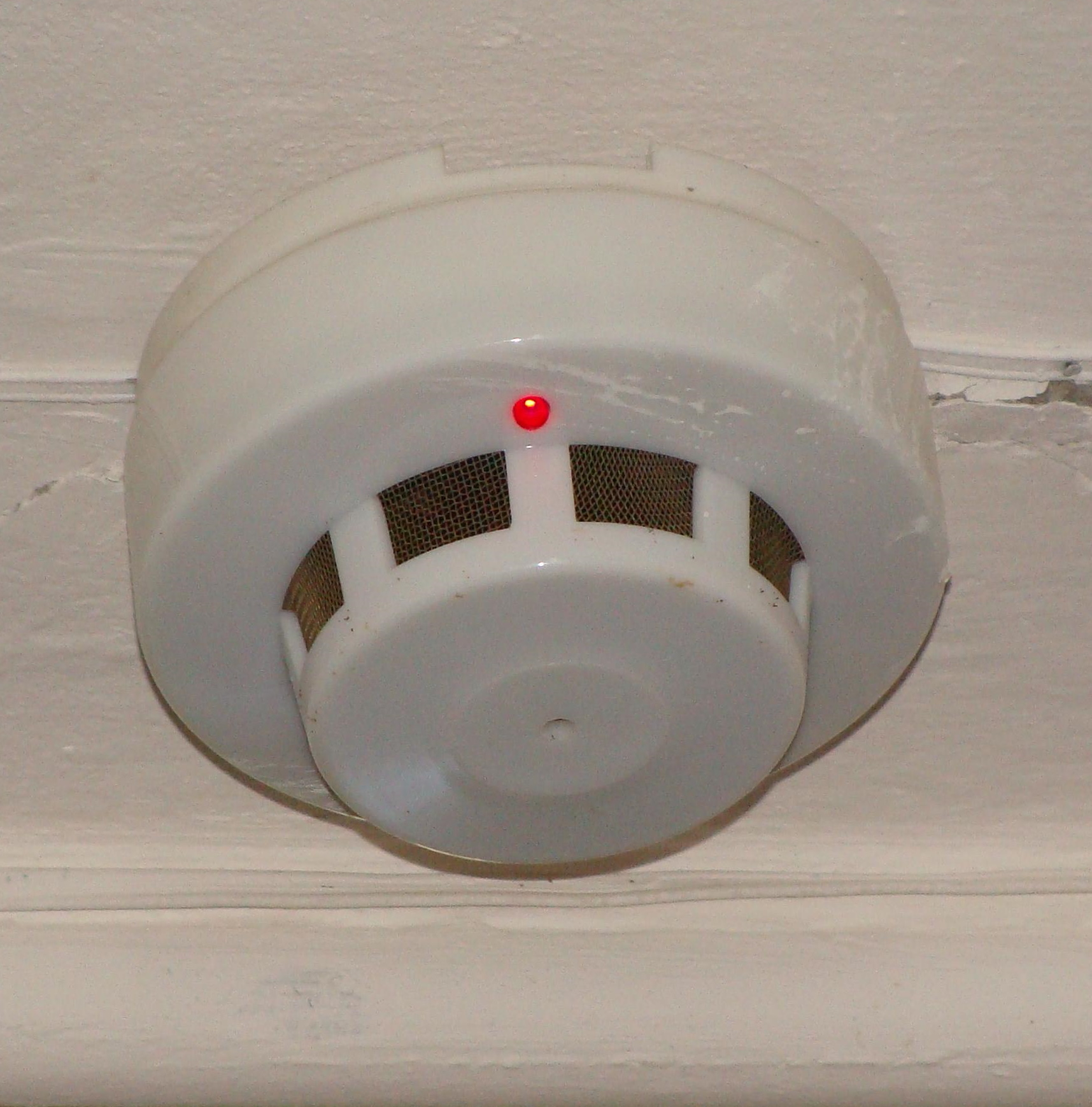
Un dispositivo di rivelazione del fumo

I rivelatori di fumo puntiformi sono in genere applicati ai soffitti dei locali di un edificio che contengono un carico di incendio medio o alto (ad esempio magazzini di prodotti combustibili o infiammabili, archivi cartacei, edifici storico-artistici, stabilimenti produttivi, ecc...). Questi tipi di dispositivi di rivelamento sono quelli più utilizzati in quanto il fumo è uno dei fenomeni più comuni prodotto da un incendio. 
Si dicono rivelatori puntiformi perché ciascuno di essi, una volta installato, rappresenta un punto di rivelamento. Il rivelamento del fumo avviene con modalità diverse a seconda della tecnologia adottata per il rivelamento e pertanto si distinguono in:
- rivelatore ottico di fumo
- rivelatore di fumo a ionizzazione
- rivelatori a campionamento
- rivelatori di fiamma
- rivelatori di temperatura

#### Rivelatore ottico di fumo

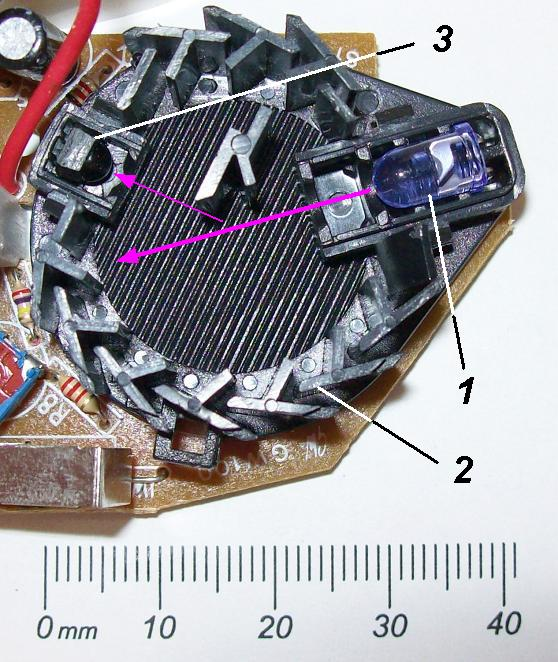
Rivelatore ottico di fumo.
1) LED a luce infrarossa (emettitore)
2) Labirinto opaco
3) Fotodiodo (ricevitore)

I dispositivi di rivelamento ottico del fumo sono basati su un fenomeno fisico chiamato effetto Tyndall. 
All'interno del rivelatore sono presenti un trasmettitore ed un ricevitore di luce separati da un labirinto opaco che impedisce alla luce emessa dall'emettitore di raggiungere il ricevitore. In presenza di fumo all'interno del rivelatore, parte dei fotoni emessi dall'emettitore raggiungeranno il ricevitore perché riflessi dalle particelle di fumo. 
Un apposito circuito elettronico amplifica il segnale di corrente in uscita dal fotodiodo e trasformerà l'evento in una segnalazione di allarme. I rivelatori basati su questo principio sono idonei a rivelare la presenza di fumo chiaro mentre hanno difficoltà nell'individuare fumi scuri in quanto per questi ultimi l'effetto Tyndall non è apprezzabile.

#### Rivelatore di fumo a ionizzazione
Questo tipo di rivelatore è idoneo a rivelare tutti i tipi di fumo prodotti da una combustione compresi i fumi invisibili quali quelli prodotti ad esempio dall'alcool etilico.
Il principio di funzionamento è basato sul fenomeno della ionizzazione. Al suo interno sono presenti due elettrodi, anodo e catodo, a cui è applicata una differenza di potenziale e che sono posti in vicinanza di una sorgente radioattiva. La sorgente radioattiva ionizza l'aria ad essa circostante e dunque tra gli elettrodi scorre una debole e costante corrente elettrica. In presenza di fumo, questo assorbe le particelle alfa emesse dall'americio (si sceglie l'americio proprio perché emette molte più particelle alfa rispetto ad altre sostanze) e dunque la corrente elettrica diminuisce. La diminuzione, rivelata dall'elettronica, fa scattare l'allarme.
Attualmente questo tipo di rivelatori, pur essendo sicuramente efficaci, sono poco usati perché la presenza di un elemento radioattivo all'interno ne determina una difficoltà di movimentazione, conservazione, gestione e smaltimento. In realtà la pericolosità di questo tipo di rivelatore è praticamente nulla in quanto l'elemento radioattivo americio 241 è presente in quantità infinitesimali ed è protetto da una pellicola di oro che ne impedisce la fuoriuscita.
La normativa italiana impone comunque che qualora questi dispositivi siano utilizzati, deve esserne segnalata la presenza a mezzo di apposite etichette e che gli stessi debbano essere maneggiati e mantenuti solo da personale edotto.

#### Rivelatore a campionamento
I rivelatori a campionamento trovano impiego quando si voglia monitorare un particolare ambiente o apparecchiatura elettronica, come ad esempio un centro elaborazione dati o un quadro elettrico.
Sono apparecchiature che aspirano l'aria dagli ambienti da monitorare per mezzo di ventole. L'aria viene convogliata all'interno del dispositivo attraverso tubazioni che hanno una serie di fori di diametro variabile, calcolato in base alla distanza ed alla dimensione dei locali da proteggere. All'interno del dispositivo è presente un rivelatore che rivela la presenza del fumo nel campione di aria aspirata. A causa della maggiore diluizione del fumo che si genera, il rivelatore di fumo utilizzato è generalmente ad alta sensibilità.
Esistono anche sistemi a campionamento in cui l'analisi dell'aria prelevata è effettuata da un dispositivo laser che è in grado di rivelare quantità infinitesime di particelle di fumo. Quest'ultimo tipo di rivelatori trova impiego in ambienti dove è necessaria una più che precoce rivelazione di un incendio.

#### Rivelatore di fiamma
Sono rivelatori puntiformi che rivelano la presenza di un incendio in base alla presenza di radiazione infrarossa o radiazione ultravioletta emessa da una combustione.
Trovano impiego nei casi in cui il rischio di incendio è rappresentato da combustibili liquidi o solidi altamente infiammabili in cui la produzione di fumo è un effetto secondario e la rivelazione tempestiva è estremamente importante.

#### Rivelatore di temperatura

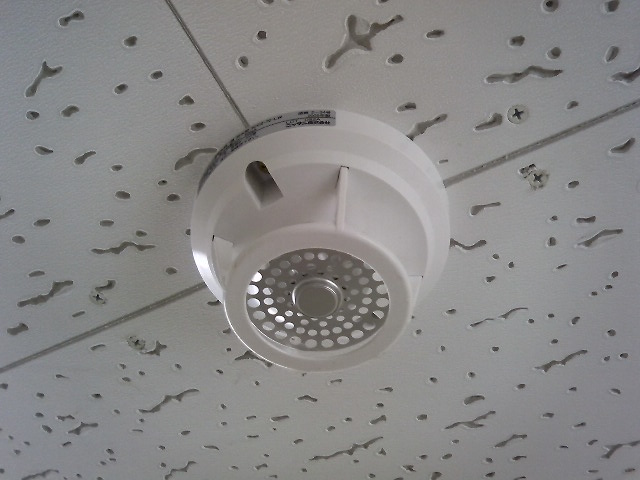
Rivelatore di temperatura

Sono rivelatori in grado di monitorare la temperatura di un ambiente segnalando il superamento di una soglia prefissata o il rapido aumento della stessa. Nel primo caso si tratta di rivelatore termico mentre nel secondo si tratta di rivelatore termovelocimetrico. Il principio di funzionamento comune a tutte le tipologie prevede l'apertura di un contatto elettrico per effetto dell'incremento di temperatura. La corrente di riposo, che normalmente vi passa, si annulla e ciò attiva il sistema di allarme.
La tipologia più semplice è quella dei rivelatori termici a massima composti da una lamina bimetallica, che si flette a causa dell'aumento di temperatura essendo composta da due materiali a differente coefficiente di dilatazione termica lineare.
I rivelatori termici differenziali hanno, invece, due lamine, di cui una rivestita da uno strato isolante: finché le lamine restano solidali, pur flettendosi, non si attiva il segnale di allarme. Pertanto sono sensibili solo a repentini aumenti di temperatura, che aprono il contatto elettrico, mentre non creano falsi allarmi nel caso di graduale incremento di temperatura, che non costituiscono pericolo.
Infine vi è una tipologia di rivelatori termici in cui un elemento metallico fusibile chiude un contatto elettrico, finché non è raggiunta la sua temperatura di fusione.

### Rivelatori di fumo lineari
Sono i rivelatori usati per la protezione di grandi superfici, in quanto più convenienti, dal punto di vista dell'installazione, dei rivelatori puntiformi. Vengono installati, ad esempio, nei grandi stabilimenti industriali, nei quali sarebbe necessario installare numerosi rivelatori di fumo puntiformi per garantire un'adeguata copertura dell'area.  Sono impiegati anche in presenza di grandi locali con coperture a capriata, oppure a volte e cupole, nelle quali è più difficile individuare il posizionamento ideale dei punti di monitoraggio.
Il rivelatore lineare di fumo è basato sull'attenuazione prodotta dal fumo sul fascio infrarosso trasmesso da un emettitore posto su una parete a un ricevitore posto sulla parete opposta. I rivelatori più moderni riuniscono in un'unica apparecchiatura il trasmettitore ed il ricevitore: sulla parete opposta viene installato un riflettore catarifrangente che rinvia il fascio verso la parte ricevente del rivelatore. Sono detti lineari perché la rivelazione del fumo può avvenire in qualsiasi punto del fascio senza soluzione di continuità. Questo tipo di rivelatori devono essere installati in vista l'uno con l'altro pertanto non devono essere presenti ostacoli che possano interferire con il fascio infrarosso.

## Pulsanti manuali di allarme

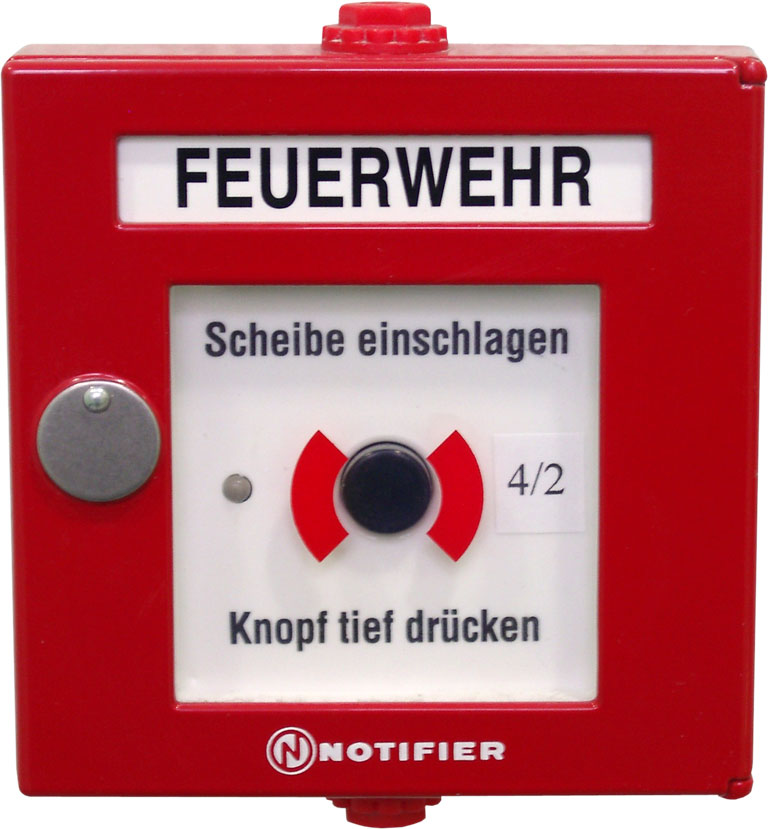
Pulsante manuale di allarme incendio

Comunemente sono chiamati pulsanti di allarme ed il loro scopo è quello di consentire a chiunque di attivare una segnalazione di allarme in caso di necessità. Sono ubicati di norma vicino alle uscite degli edifici, nei vani scale, nei corridoi. Gli avvisatori manuali devono poter essere raggiunti, per inoltrare l'allarme, con un percorso massimo di 30 m (D.M. 10-03-1998 Criteri generali di sicurezza antincendio e per la gestione dell'emergenza nei luoghi di lavoro. Allegato IV), posizionati, in conformità alle norme UNI 9795 terza edizione aprile 2005 punto 6, a un'altezza compresa tra 1 m e 1,4 m, in ogni caso devono essere installati almeno due pulsanti per ogni compartimento.

## Sirena antincendio

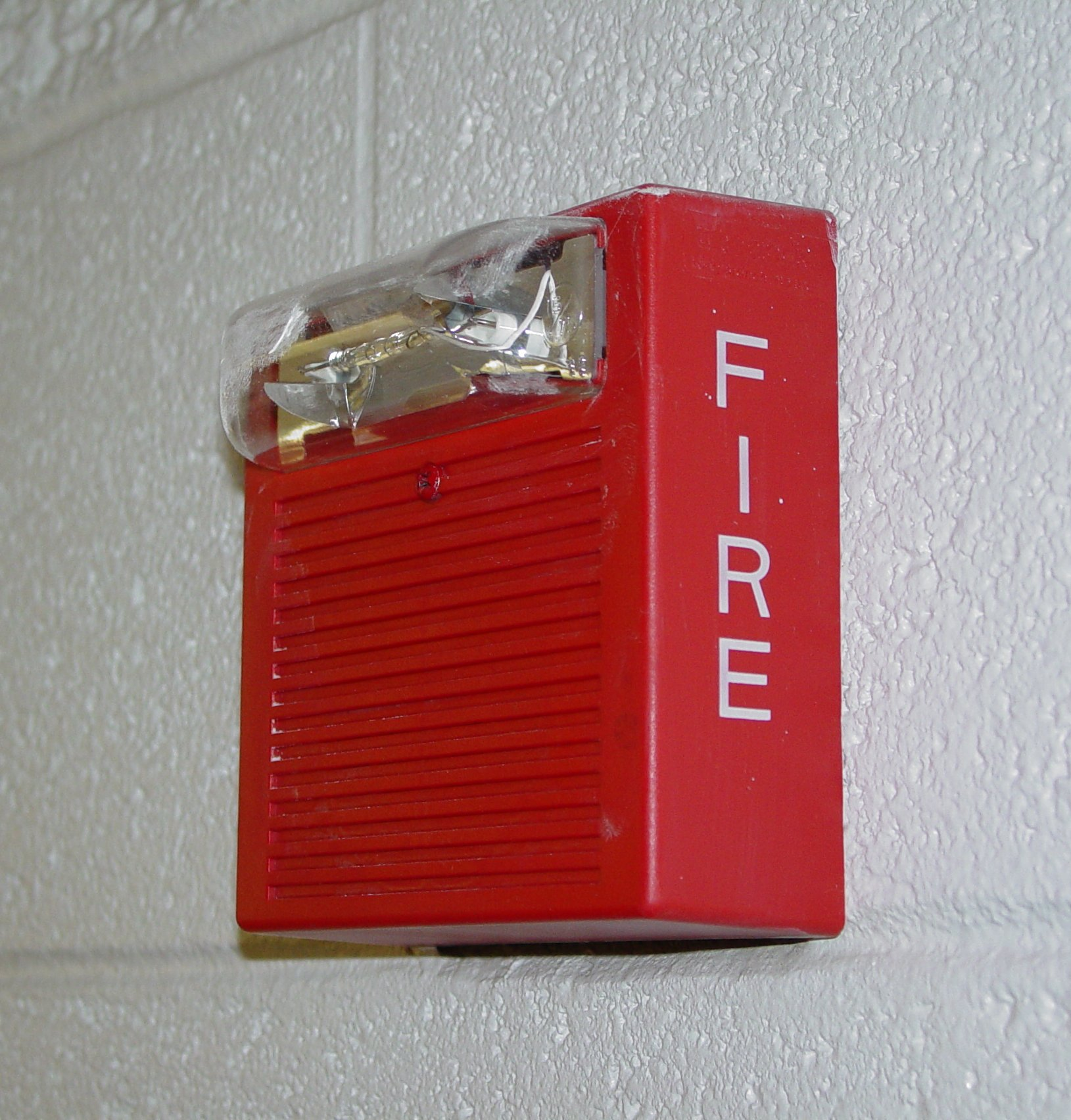
Sirena antincendio con segnalazione luminosa e acustica.

Le sirene antincendio sono dispositivi di segnalazione acustica, collegate alla centralina di allarme, che in caso di principio di incendio emettono segnalazioni sonore ad alto volume, in modo da avvisare tutte le persone presenti nell'edificio della presenza di una possibile emergenza. 
Esse sono in genere applicate lungo le pareti e lungo i corridoi dell'edificio e sono distribuite nelle varie zone in modo da assicurare una uniforme udibilità del segnale in tutte le zone dell'edificio.

## Pannelli luminosi rossi lampeggianti

Pannello lampeggiante di allarme in funzione

I pannelli luminosi rossi lampeggianti sono dispositivi di segnalazione luminosa, collegate alla centralina di allarme, che in caso di principio di incendio emettono una luce rossa intermittente, con la scritta rossa "Allarme incendio" per avvisare tutti i presenti di una possibile emergenza in corso. 
Esse vengono applicati assieme alle sirene lungo le pareti e lungo i corridoi dell'edificio, in modo che il segnale di allarme possa essere percepito anche da persone con udito ridotto.

## Dispositivi di segnalazione ai soccorritori esterni
I dispositivi di segnalazione ai soccorsi esterni sono apparecchiature elettroniche predisposte per collegare automaticamente la centralina di allarme con la ditta di vigilanza esterna, incaricata per la vigilanza completa 24 ore antincendio ed anti-intrusione in tutto l'edificio. Questi dispositivi sono necessari in quanto permettono di avere un controllo su possibili principi di incendio che possono avvenire in orario serale o notturno o in giorni festivi, quando non è presente personale lavorativo nell'edificio e personale di sorveglianza nella portineria.

## Normativa

### In Europa
In più di un paese europeo gli impianti di allarme incendio e i relativi dispositivi di rivelamento fumi e incendi sono obbligatori e posseggono interfacce standard, comuni a tutti gli impianti, specificamente pensate per l'intervento dei soccorritori esterni e dei vigili del fuoco in caso di segnalazione di allarme.
I rivelatori automatici devono essere conformi alla norma europea EN 54 che stabilisce le caratteristiche che devono possedere tali dispositivi. I dispositivi di rivelamento devono essere installati alla sommità dei locali da proteggere, nella parte più alta (soffitto), in quanto sia il fumo che il calore prodotti da un incendio si spostano verso l'alto.

### In Italia
In Italia la progettazione degli impianti di rivelamento incendi è regolamentata dalla norma UNI-9795 che ha stabilito criteri standard relativamente al posizionamento dei rivelatori e dei dispositivi di segnalazione. Gli impianti di rivelamento incendi unitamente ad altri accorgimenti, quali ad esempio l'impiego di materiali ignifughi, rivestono fondamentale importanza per l'ottenimento dell'abitabilità degli edifici.
La manutenzione degli impianti di rivelamento incendi, invece, è regolamentata dalla norma UNI 11224 "Controllo iniziale e Manutenzione dei  Sistemi di Rivelazione Incendi" entrata in vigore il 23 giugno 2011.